# Вопитн (Северна Дакота)
Вопитн (енгл. Wahpeton) град је у америчкој савезној држави Северна Дакота.

## Демографија
По попису из 2010. године број становника је 7.766, што је 820 (-9,6%) становника мање него 2000. године.
| Група             | 2000.         | 2010.         |
| Белци             | 8.142 (94,8%) | 7.105 (91,5%) |
| Афроамериканци    | 53 (0,6%)     | 98 (1,3%)     |
| Азијати           | 37 (0,4%)     | 61 (0,8%)     |
| Хиспаноамериканци | 65 (0,8%)     | 156 (2,0%)    |
| Укупно            | 8.586         | 7.766         |